# Кизил-Восток
Кизи́л-Восто́к (рос. Кызыл-Восток, башк. Ҡыҙыл Восток) — присілок у складі Балтачевського району Башкортостану, Росія. Входить до складу Нижньокаришевської сільської ради.
Населення — 43 особи (2010; 60 у 2002).
Національний склад:
- башкири — 78 %